# Allhartsberg
Allhartsberg är en ort och köpingskommun i förbundslandet Niederösterreich i Österrike. Kommunen ligger i distriktet Amstetten. Allhartsberg har 2 252 invånare (2024).